# 스마일 어게인

《스마일 어게인》(영어: Smile Again)은 SBS에서 2006년 5월 17일부터 2006년 7월 6일까지 방송한 수목미니시리즈이다.
한편, 초반에는 잘 나갔지만 작가 교체, 첫 방영 직전에는 남주인공 캐스팅에 어려움을 겪었고, 출연을 검토하던 하지원이 스케줄 문제로 하차함과 진부한 줄거리라는 비판이 겹치면서 시청률이 하락해 조기종영되었다. 아울러, 첫 회부터 강제 키스와 욕설, 폭력적 장면 등을 여과 없이 내보내 시청자들의 지적을 받아왔다.

## 등장 인물

### 주요 인물
- 김희선 : 오단희 역 - 현재 소프트볼 선수
- 이동건 : 반하진 역 - 미래화학 영업부 직원
- 윤세아 : 최유강 역 - 미래화학 조향사
- 이진욱 : 윤재명 역 - 미래화학 회장의 둘째 아들

### 오단희의 주변 인물
- 김보연 : 사라 정(정예분) 역 - 향수 브랜드 SARA를 만든 세계적인 조향사
- 임채무 : 오중만 역 - 단희의 아버지, 사라 정의 전남편
- 조혜련 : 김옥주 역 - 단희의 구단 선배
- 이연호 : 홍영아 역 - 단희의 구단 동료
- 이영진 : 정현수 역 - 단희의 구단 동료
- 홍지영 : 오윤교 역 - 단희의 단짝친구, 팀동료
- 임현경 : 박찬희 역 - 단희의 구단 동료

### 최유강의 주변 인물
- 박용기 : 유강의 아버지 역